# Diego López Ballesteros
Diego López Ballesteros (Villagarcía de Arosa, 1 de noviembre de 1804 - Madrid, 29 de marzo de 1869) fue un político español.

## Biografía
Hijo del ministro de Fernando VII, Luis López Ballesteros, estudia derecho y es elegido Diputado por la provincia de Pontevedra en 1837, 1839, 1840, 1843, 1844, 1846, 1850, 1851, 1857, 1858, 1863 y 1865.
Fue Presidente del Congreso de los Diputados de España entre diciembre de 1862 y agosto de 1863, ejerció también el cargo de ministro de Ultramar entre marzo y septiembre de 1864.